# Roberta Williams
Roberta Heuer Williams (ur. 16 lutego 1953) – amerykańska projektantka gier komputerowych. Znana szczególnie z wyprodukowanej przez siebie serii King’s Quest.
Roberta i jej mąż, Ken Williams, założyli w 1979 roku firmę On-Line Systems, która potem zmieniła nazwę na Sierra Entertainment. Ich wkład do rynku gier zostały opisany w książce Hackers: Heroes of Computer Revolution.
Roberta i Ken są małżeństwem od 4 listopada 1972. Mają dwoje dzieci: DJ (ur. 1973) i Chrisa (ur. 1979). Obecnie mieszkają w Meksyku.

## Współtworzone gry
- Mystery House (1980)
- Wizard and the Princess (1980)
- Mission Asteroid (1981)
- The Dark Crystal (1982)
- Time Zone (1982)
- King’s Quest: Quest for the Crown (1984)
- Mickey’s Space Adventure (1984)
- King’s Quest II: Romancing the Throne (1985)
- King’s Quest III: To Heir Is Human (1986)
- King’s Quest IV: The Perils of Rosella (1988)
- Mixed-Up Mother Goose (1988)
- The Colonel’s Bequest (1989)
- King’s Quest V: Absence Makes the Heart Go Yonder! (1990)
- King’s Quest 1: Quest for the Crown (Remake) (1990)
- Mixed-Up Mother Goose Multimedia (1990)
- The Dagger of Amon Ra (1992)
- King’s Quest VI: Heir Today, Gone Tomorrow (1993)
- King’s Quest VII: The Princeless Bride (1994)
- Mixed-Up Mother Goose Deluxe (1994)
- Phantasmagoria (1995)
- King’s Quest: Mask of Eternity (1998)